# Fellheim
Fellheim település Németországban, azon belül Bajorországban. Lakosainak száma 1154 fő (2023. december 31.).

## Népesség
A település népessége az elmúlt években az alábbi módon változott:
| Lakosok száma | 556  | 914  | 848  | 772  | 1075 | 1123 | 1141 | 1140 | 1145 | 1154 |
|               | 1875 | 1950 | 1975 | 1987 | 2012 | 2014 | 2016 | 2017 | 2021 | 2023 |